# Dinaspis taiwana
Dinaspis taiwana är en insektsart som beskrevs av Takahashi 1936. Dinaspis taiwana ingår i släktet Dinaspis och familjen pansarsköldlöss.
Artens utbredningsområde är Taiwan. Inga underarter finns listade i Catalogue of Life.